# Чемпионат ГДР по велокроссу
Чемпионат ГДР по велокроссу — национальный чемпионат ГДР по велокроссу. За победу в дисциплинах присуждается майка в цветах национального флага (на илл.). Проводился Федерацией велоспорта ГДР с 1953 по 1990 год.

## История
Впервые чемпионат состоялся в 1953 году. Его победителем стал Густав-Адольф Шур.
До 1973 года проводился в начале года (январе или феврале). С 1994 года стал проходить в конце года (конец ноябрь или декабрь).
Последний чемпионат прошёл в декабре 1990 года через два месяца после объедения Германии.
На протяжении всех лет проводился только среди мужчин.
Рекордсменами с тремя победами стали Гюнтер Мош, Михаэль Калтофен, Уве Фресе и Вольфганг Лёцш.

## Призёры

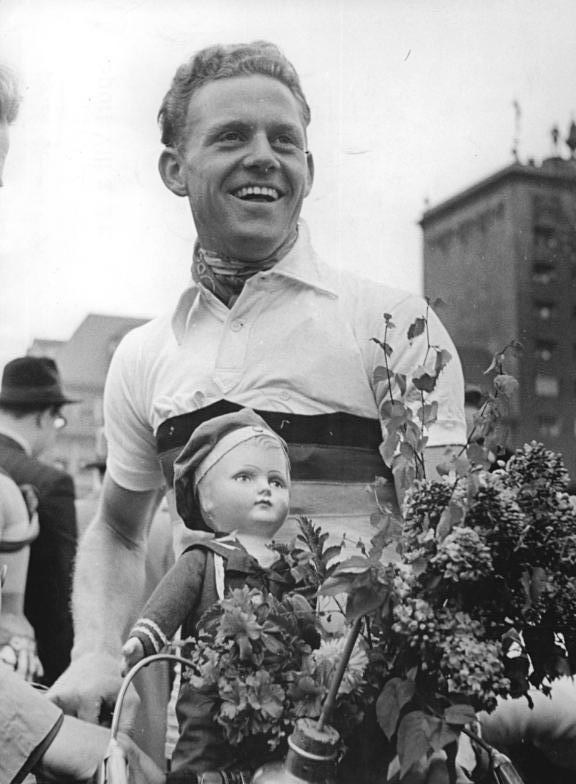
Густав-Адольф Шур

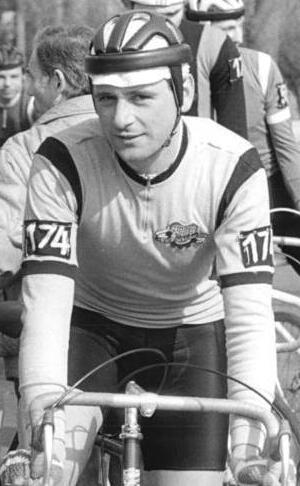
Вольфганг Лёцш

### Мужчины
| Год  | Победитель          | Второй              | Третий              |
| ---- | ------------------- | ------------------- | ------------------- |
| 1953 | Густав-Адольф Шур   | Дитер Людер         | Лотар Хейман        |
| 1954 | Гюнтер Ольденбург   | Густав-Адольф Шур   | Манфред Салоссник   |
| 1955 | Рольф Тёпфер        | Гюнтер Грюнвальд    | Лотар Мейстер       |
| 1956 | Роланд Геннинг      | Гюнтер Ольденбург   | Эрих Хаген          |
| 1957 | Гюнтер Ольденбург   | Гюнтер Грюнвальд    | Ганс Кубицкий       |
| 1958 | Хайнц Циммерман     | Ганс Кубицкий       | Гюнтер Лёрке        |
| 1959 | Манфред Брюнинг     | Йозеф Ян            | Зигфрид Кюнстлер    |
| 1960 | Вильгельм Клинк     | Зигфрид Кюнстлер    | Вольфганг Штамм     |
| 1961 | Гюстав Пейцер       | Вольфганг Штамм     | Гюнтер Хоффман      |
| 1962 | Вольфганг Штамм     | Гюстав Пейцер       | Зигфрид Кюнстлер    |
| 1963 | Гюнтер Мош          | Иоахим Отто         | Юрген Раупах        |
| 1964 | Йозеф Ян            | Гюнтер Зешник       | Гюнтер Мош          |
| 1965 | Вольфганг Штамм     | Зигфрид Кюнстлер    | Гюнтер Мош          |
| 1966 | Гюнтер Либолд       | Гюнтер Мош          | Вольфганг Штамм     |
| 1967 | Вернер Кляйниг      | Гюнтер Либолд       | Клаус Педд          |
| 1968 | Гюнтер Либолд       | Михаэль Калтофен    | Вернер Кляйниг      |
| 1969 | Михаэль Калтофен    | Клаус Педд          | Вольфганг Штамм     |
| 1970 | Клаус Педд          | Михаэль Калтофен    | Гюнтер Мош          |
| 1971 | Михаэль Калтофен    | Клаус Педд          | Гюнтер Мош          |
| 1972 | Гюнтер Бертрам      | Гюнтер Мош          | Питер Хенчель       |
| 1973 | Гюнтер Мош          | Матиас Виганд       | Клаус-Дитер Шольц   |
| 1974 | Гюнтер Мош          | Гюнтер Хикман       | Хольгер Кикериц     |
| 1975 | Михаэль Калтофен    | Бернд Шлехтер       | Гюнтер Мош          |
| 1976 | Уве Фресе           | Гюнтер Мош          | Михаэль Калтофен    |
| 1977 | Хольгер Кикериц     | Ханс-Йоахим Хартник | Бернд Шлехтер       |
| 1978 | Уве Фресе           | Хольгер Кикериц     | Ханс-Йоахим Хартник |
| 1979 | Уве Фресе           | Гюнтер Мош          | Буркхард Фриз       |
| 1980 | Ханс-Йоахим Хартник | Бернд Дроган        | Вольфганг Лёцш      |
| 1981 | Вольфганг Лёцш      | Питер Хенчель       | Гюнтер Мош          |
| 1982 | Вольфганг Лёцш      | Матиас Грюниг       | Михаэль Клетт       |
| 1983 | Питер Хенчель       | Михаэль Мудриг      | Ральф Келлер        |
| 1984 | Вольфганг Лёцш      | Рейнхард Рунге      | Матиас Грюниг       |
| 1985 | Рейнхард Рунге      | Вольфганг Лёцш      | Йенс-Уве Рихценхайн |
| 1986 | Эрик Беккер         | Йёрг Виттек         | Йенс-Уве Рихценхайн |
| 1987 | Франк Херцог        | Мартин Гётце        | Питер Хенчель       |
| 1988 | Эрик Беккер         | Франк Херцог        | Ральф Келлер        |
| 1989 | Томас Фишер         | Эрик Беккер         | Йохен Ган           |
| 1990 | Ральф Водынски      | Хольгер Шардт       | Матиас Гренинг      |